# Naltrexon
Naltrexon ist ein verschreibungspflichtiger Arzneistoff und wie Naloxon ein reiner Opioidantagonist, der als kompetitiver Antagonist an allen Opioidrezeptoren wirkt.

## Anwendung

### Opioidabhängigkeit
Naltrexon ist in Deutschland zur medikamentösen Unterstützung bei der psychotherapeutisch oder psychologisch geführten Entwöhnungsbehandlung Opioid-Abhängiger nach einer erfolgten Opioid-Entgiftung zugelassen. Nach systematischen Übersichtsarbeiten u. a. der Cochrane Collaboration ist allerdings die Datenlage für die Erhaltungstherapie bei Opioid-Abhängigen bislang unzulänglich, während es Belege für eine Wirksamkeit bei der Behandlung Alkoholabhängiger gibt.
Gelegentlicher Cannabiskonsum scheint bei opioidabhängigen Personen im Gegensatz zu keinem oder andauerndem Konsum den Verbleib in einem Naltrexonprogramm und somit dessen Erfolg signifikant zu begünstigen. Auch scheint durch die Abschwächung der Entzugserscheinungen Schlaflosigkeit und Agitiertheit gelegentlicher Cannabiskonsum in den frühen Wochen eines Entzugs die Naltrexonverträglichkeit zu erhöhen.

### Alkoholabhängigkeit
In den USA und zahlreichen europäischen Ländern ist Naltrexon bereits zur Alkoholrückfallprävention zugelassen. Unter dem Handelsnamen Adepend® (50 mg) wurde in Deutschland die Zulassung zur Reduktion des Rückfallrisikos, Unterstützung der Abstinenz und Minderung des Verlangens nach Alkohol (Craving) als Teil einer umfassenden Therapie am 17. Mai 2010 an das Pharmaunternehmen Desitin erteilt. Die Markteinführung erfolgte am 1. August 2010. Es ist damit neben Naltrexon-HCl neuraxpharm eines der wenigen Naltrexon-Präparate in Deutschland mit der Indikation Rückfallprophylaxe bei Alkoholabhängigkeit.
Die Datenlage bei jüngeren Alkoholikern ist begrenzt.

### Adipositas
Naltrexon-Bupropion (N-B) ist ein Kombinationspräparat, das zusätzlich zu körperlicher Betätigung und einer kalorienreduzierten Ernährung als Behandlungsoption für die langfristige Behandlung von Übergewicht und Adipositas eingesetzt wird. Naltrexon wirkt durch Autoinhibition von Pro-Opiomelanocortin-Neuronen im Hypothalamus, während Bupropion die Wirkung von Dopamin an bestimmten Stellen im Gehirn verstärken soll. Es wird angenommen, dass die kombinierte Wirkung von Naltrexon und Bupropion das Verlangen nach Essen reduziert.
N-B wurde von der Europäischen Arzneimittelagentur (EMA; Mysimba) und der US-amerikanischen Food and Drug Administration (FDA; Contrave) im September bzw. Dezember 2014 für die Behandlung von Adipositas zugelassen.

### Andere
Off-Label wird Naltrexon mit Erfolg bei der Behandlung von selbstschädigendem Verhalten bei dissoziativen Störungen und Borderline-Persönlichkeitsstörungen eingesetzt. Auch bei selbstschädigendem Verhalten im Rahmen von Autismus und mentalen Entwicklungsstörungen wurde ein Nutzen von Naltrexon gesehen.

## Nebenwirkungen
Naltrexon kann ein akutes Entzugssyndrom auslösen, wenn der Behandelte vor Beginn der Therapie nicht opiatfrei ist. Es wird deshalb empfohlen, vor Behandlungsbeginn durch eine Urinprobe oder einen Test mit Naloxon die Opiatfreiheit zu überprüfen.
Als sehr häufige Nebenwirkungen sind Schlafstörungen, Angstzustände und gesteigerte Erregbarkeit beschrieben. Auch Bauchschmerzen, Übelkeit und Erbrechen, Gelenk- und Muskelschmerzen sowie Kopfschmerzen treten sehr häufig auf. Besondere Vorsicht ist bei Patienten mit eingeschränkter Leber- oder Nierenfunktion geboten.
Abhängigkeit bzw. Toleranzentwicklungen sind bei Naltrexonbehandlungen bisher nicht beobachtet worden.

## Wechselwirkungen
Während der Einnahme von Naltrexon sollten keine opioidhaltigen Medikamente (wie Codein oder Loperamid) eingenommen werden. In Notfallsituationen können Opioid-Analgetika nicht in der gleichen Weise wirksam sein, die Dosis muss erhöht werden. Dies kann zu Komplikationen führen. Bei gleichzeitiger Verwendung von Opioiden kann es bei Nachlassen der antagonistischen Naltrexon-Wirkung zu einer Opioid-Überdosierung und dadurch zu verstärkter, potentiell tödlicher Atemdepression kommen.

## Pharmakologische Eigenschaften
150 mg Naltrexon pro Tag blockieren den Effekt von 25 mg Heroin für circa 72 Stunden. Die Halbwertszeit der Opiatrezeptoren-Blockade liegt im Allgemeinen zwischen 72 und 108 Stunden. Bei einer Dosis von 50 mg pro Tag, jeden zweiten Tag eingenommen, sind nach 48 Stunden immer noch 70 bis 80 % der Opiatrezeptoren blockiert.

## Niedrig dosiertes Naltrexon
Potenzielle, zulassungsüberschreitende Anwendungen (Off-Label-Use) von niedrig dosiertem Naltrexon (LDN = engl. für low dose naltrexone) werden diskutiert bzw. linisch getestet. Naltrexon wird dabei in Dosen zwischen 0,5 und 4,5 mg täglich verschrieben. Es wird vermutet, dass Naltrexon bei Autoimmunerkrankungen und Krebs als Immunmodulator wirken kann. In-vitro-Studien haben gezeigt, dass Naltrexon die Fähigkeit hat, die Sekretion von Entzündungszytokinen wie IL-6 und TNF-α als Reaktion auf intrazelluläre Toll-like-Rezeptoren zu inhibieren. Natrexon scheint niedrigdosiert modulierende Eigenschaften bei Neuroinflammation zu haben, insbesondere bei der Modulation von Gliazellen und der Freisetzung von Zytokinen im Zentralnervensystem.
Einige Studien haben gezeigt, dass niedrig dosiertes Naltrexon bei Krankheiten wie Fibromyalgie, entzündlicher Darmerkrankung und Morbus Crohn, Multipler Sklerose und komplexem Schmerzsyndrom von Nutzen sein kann, aber seine Verwendung ist in der medizinischen Fachwelt noch weitgehend unbekannt. Off-Label wird Naltrexon bereits zur symptomlindernden Behandlung von Myalgischer Enzephalomyelitis/Chronischem Fatigue-Syndrom (ME/CFS) eingesetzt.
Eine retrospektive Studie aus dem Jahr 2023 zeigte, dass niedrig dosiertes Naltrexon die mit Long COVID verbundenen Symptome (Fatigue, Post-exertionelle Malaise, Schlaflosigkeit) und die Funktionsfähigkeit verbessern kann.
Andere potenzielle Indikationen wie Krebs, HIV oder Psoriasis wurden noch nicht ausreichend erforscht.

## Handelsnamen
Monopräparate:
Adepend (D), Dependex (A), Ethylex (A), Naltrexin (A, CH), Nemexin (D, A), Revia (A) sowie Generika (D, A)